# Júsuke Suzuki
Júsuke Suzuki (japonsky: 鈴木 雄介 [Suzuki Júsuke], * 2. ledna 1988 v Tacunokuči, Nomi, Japonsko) je japonský závodní chodec, v současnosti držitel světového rekordu v chůzi na 20 kilometrů časem 1:16:36 hod. (2015). Patří ale stabilně ke světové špičce, v roce 2019 e stal mistrem světa v chůzi na 50 kilometrů..

## Osobní rekordy
- Chůze na 10 km 38:06 min. (2015)
- Chůze na 20 km (silnice) 1:16:36 hod. (2015)  (Současný světový rekord)